# Szewczenko (rejon chomutowski)
Szewczenko (ros. Шевченко) – osiedle typu wiejskiego w zachodniej Rosji, w sielsowiecie romanowskim rejonu chomutowskiego w obwodzie kurskim.

## Geografia
Miejscowość położona jest nad ruczajem Mickij,  2 km od centrum administracyjnego sielsowietu romanowskiego (Romanowo), 8 km od centrum administracyjnego rejonu (Chomutowka), 108 km od Kurska.
W granicach miejscowości znajduje się ulica Zielonaja.

## Demografia
W 2010 r. miejscowość zamieszkiwało 39 osób.